# Dennis Seidenberg
Dennis Seidenberg (Villingen-Schwenningen, 18 luglio 1981) è un hockeista su ghiaccio tedesco, di ruolo difensore. Gioca per i Boston Bruins, squadra della National Hockey League con cui ha vinto la Stanley Cup 2011. È il secondo giocatore tedesco, dopo Uwe Krupp, a vincerla.